# Winter-Paralympics 2014/Teilnehmer (Deutschland)
| stlisierte Goldmedaille | stlisierte Silbermedaille | stlisierte Bronzemedaille |
| ----------------------- | ------------------------- | ------------------------- |
| 9                       | 5                         | 1                         |

Deutschland schickte bei den Winter-Paralympics 2014 in Sotschi sechs Athletinnen und sieben Athleten an den Start.

## Medaillen

### Medaillenspiegel
| Rang   | Sportart    | G | S | B | Gesamt |
| ------ | ----------- | - | - | - | ------ |
| 1      | Ski Alpin   | 6 | 4 | 1 | 11     |
| 2      | Biathlon    | 2 | 1 | 0 | 3      |
| 3      | Skilanglauf | 1 | 0 | 0 | 1      |
| Gesamt | Gesamt      | 9 | 5 | 1 | 15     |

### Medaillengewinner
| Name/n             | Sportart    | Wettkampf                 |
| ------------------ | ----------- | ------------------------- |
| Gold               |             |                           |
| Andrea Eskau       | Biathlon    | 6 km sitzend              |
| Andrea Eskau       | Skilanglauf | 5 km sitzend              |
| Andrea Rothfuss    | Ski Alpin   | Slalom stehend            |
| Anna Schaffelhuber | Ski Alpin   | Abfahrt sitzend           |
| Anna Schaffelhuber | Ski Alpin   | Super-G sitzend           |
| Anna Schaffelhuber | Ski Alpin   | Slalom sitzend            |
| Anna Schaffelhuber | Ski Alpin   | Super-Kombination sitzend |
| Anna Schaffelhuber | Ski Alpin   | Riesenslalom sitzend      |
| Anja Wicker        | Biathlon    | 10 km sitzend             |
| Silber             |             |                           |
| Anna-Lena Forster  | Ski Alpin   | Slalom sitzend            |
| Anna-Lena Forster  | Ski Alpin   | Super-Kombination sitzend |
| Andrea Rothfuss    | Ski Alpin   | Super-Kombination stehend |
| Andrea Rothfuss    | Ski Alpin   | Riesenslalom stehend      |
| Anja Wicker        | Biathlon    | 12,5 km sitzend           |
| Bronze             |             |                           |
| Anna-Lena Forster  | Ski Alpin   | Riesenslalom sitzend      |

### Erfolgsprämien
Für besonders erfolgreiche Sportler wurden durch die Stiftung Deutsche Sporthilfe – wie auch bereits bei Spielen zuvor – Prämien ausgelobt: 20.000 Euro für den Gewinn einer Goldmedaille, 15.000 für Silber und 10.000 für Bronze. Auch Nichtmedaillenränge wurden gestaffelt bis zum 8. Platz (1.500 Euro) mit einer Erfolgszahlung belohnt. Erstmals war damit die Unterstützung für die Athleten der Paralympics identisch mit den Zahlungen an erfolgreiche deutsche Olympioniken. Prämiert wurde jeweils die höchste Platzierung eines Athleten.

## Sportarten

### Ski Alpin
| Athlet             | Klasse   | Wettbewerb                 | Lauf 1  | Lauf 1 | Lauf 2  | Lauf 2 | Gesamt  | Gesamt           |
| Athlet             | Klasse   | Wettbewerb                 | Zeit    | Rang   | Zeit    | Rang   | Zeit    | Rang             |
| Männer             | Männer   | Männer                     | Männer  | Männer | Männer  | Männer | Männer  | Männer           |
| ------------------ | -------- | -------------------------- | ------- | ------ | ------- | ------ | ------- | ---------------- |
| Franz Hanfstingl   | LW 12-1  | Abfahrt, sitzend           |         |        |         |        |         | nicht beendet    |
| Franz Hanfstingl   | LW 12-1  | Super-G, sitzend           |         |        |         |        |         | nicht angetreten |
| Franz Hanfstingl   | LW 12-1  | Riesenslalom, sitzend      |         |        |         |        |         | nicht angetreten |
| Georg Kreiter      | LW10-1   | Abfahrt, sitzend           |         |        |         |        | 1:26,65 | 8                |
| Georg Kreiter      | LW10-1   | Super-G, sitzend           |         |        |         |        |         | nicht beendet    |
| Georg Kreiter      | LW10-1   | Super-Kombination, sitzend |         |        |         |        |         | nicht beendet    |
| Georg Kreiter      | LW10-1   | Riesenslalom, sitzend      | 1:19,16 | 4      |         |        |         | nicht beendet    |
| Georg Kreiter      | LW10-1   | Slalom, sitzend            |         |        |         |        |         | nicht beendet    |
| Thomas Nolte       | LW 11    | Abfahrt, sitzend           |         |        |         |        | 1:29,31 | 11               |
| Thomas Nolte       | LW 11    | Super-G, sitzend           |         |        |         |        |         | disqualifiziert  |
| Thomas Nolte       | LW 11    | Super-Kombination, sitzend | 59,25   | 2      | 1:22,93 | 6      | 2:22,18 | 5                |
| Thomas Nolte       | LW 11    | Riesenslalom, sitzend      | 1:21,86 | 10     | 1:15,25 | 8      | 2:37,11 | 8                |
| Thomas Nolte       | LW 11    | Slalom, sitzend            | 56,07   | 6      |         |        |         | disqualifiziert  |
| Frauen             |          |                            |         |        |         |        |         |                  |
| Anna-Lena Forster  | LW 12-1  | Abfahrt, sitzend           |         |        |         |        | 1:39,71 | 4                |
| Anna-Lena Forster  | LW 12-1  | Super-G, sitzend           |         |        |         |        |         | nicht beendet    |
| Anna-Lena Forster  | LW 12-1  | Super-Kombination, sitzend | 1:01,04 | 2      | 1:37,92 | 2      | 2:38,96 | Silber           |
| Anna-Lena Forster  | LW 12-1  | Riesenslalom, sitzend      | 1:35,77 | 4      | 1:23,56 | 3      | 2:59,33 | Bronze           |
| Anna-Lena Forster  | LW 12-1  | Slalom, sitzend            | 1:06,41 | 2      | 1:07,94 | 3      | 2:14,35 | Silber           |
| Andrea Rothfuß     | LW 6/8-2 | Abfahrt, stehend           |         |        |         |        |         | nicht beendet    |
| Andrea Rothfuß     | LW 6/8-2 | Super-G, stehend           |         |        |         |        |         | nicht beendet    |
| Andrea Rothfuß     | LW 6/8-2 | Super-Kombination, stehend | 55,86   | 2      | 1:26,88 | 3      | 2:22,74 | Silber           |
| Andrea Rothfuß     | LW 6/8-2 | Riesenslalom, stehend      | 1:25,36 | 2      | 1:14,34 | 2      | 2:39,70 | Silber           |
| Andrea Rothfuß     | LW 6/8-2 | Slalom, stehend            | 59,37   | 1      | 1:00,48 | 1      | 1:59,85 | Gold             |
| Anna Schaffelhuber | LW 10-2  | Abfahrt, sitzend           |         |        |         |        | 1:35,55 | Gold             |
| Anna Schaffelhuber | LW 10-2  | Super-G, sitzend           |         |        |         |        | 1:29,11 | Gold             |
| Anna Schaffelhuber | LW 10-2  | Super-Kombination, sitzend | 1:00,73 | 1      | 1:32,57 | 1      | 2:33,30 | Gold             |
| Anna Schaffelhuber | LW 10-2  | Riesenslalom, sitzend      | 1:31,60 | 2      | 1:19,66 | 1      | 2:51,26 | Gold             |
| Anna Schaffelhuber | LW 10-2  | Slalom, sitzend            | 1:05,07 | 1      | 1:04,86 | 1      | 2:09,93 | Gold (1)         |

### Snowboard Cross
| Athlet        | Klasse     | Wettbewerb               | Lauf 1  | Lauf 1 | Lauf 2  | Lauf 2 | Lauf 3  | Lauf 3 | Gesamt  | Gesamt |
| Athlet        | Klasse     | Wettbewerb               | Zeit    | Rang   | Zeit    | Rang   | Zeit    | Rang   | Zeit    | Rang   |
| Männer        | Männer     | Männer                   | Männer  | Männer | Männer  | Männer | Männer  | Männer | Männer  | Männer |
| ------------- | ---------- | ------------------------ | ------- | ------ | ------- | ------ | ------- | ------ | ------- | ------ |
| Stefan Lösler | Lower-Limb | Snowboard Cross, stehend | 1:16,35 | 24     | 1:06,37 | 17     | 1:34,52 | 29     | 2:22,72 | 22     |

### Ski Nordisch (BiathlonundSkilanglauf)
| Athleten                                          | Wettbewerbe                         | Zeit                           | Fehler  | Rang             |
| Frauen                                            | Frauen                              | Frauen                         | Frauen  | Frauen           |
| ------------------------------------------------- | ----------------------------------- | ------------------------------ | ------- | ---------------- |
| Andrea Eskau                                      | Biathlon: 6 km, sitzend             | 19:12,4                        | 0+0     | Gold             |
| Andrea Eskau                                      | Biathlon: 10 km, sitzend            |                                | 0+1+4   | nicht beendet    |
| Andrea Eskau                                      | Biathlon: 12,5 km, sitzend          | 46:19,1                        | 2+0+0+0 | 7                |
| Andrea Eskau                                      | Langlauf: 10 km, sitzend            |                                |         | nicht beendet    |
| Andrea Eskau                                      | Langlauf: 1 km Sprint, sitzend      | 2:46,5                         |         | 6 (2)            |
| Andrea Eskau                                      | Langlauf: 5 km, sitzend             | 16:08,6                        |         | Gold             |
| Anja Wicker                                       | Biathlon: 6 km, sitzend             | 19:57,1                        | 0+1     | 6                |
| Anja Wicker                                       | Biathlon: 10 km, sitzend            | 32:54,4                        | 0+0+0+0 | Gold             |
| Anja Wicker                                       | Biathlon: 12,5 km, sitzend          | 41:27,1                        | 0+0+0+0 | Silber           |
| Anja Wicker                                       | Langlauf: 12 km, sitzend            | 42:23,0                        |         | 8                |
| Anja Wicker                                       | Langlauf: 1 km Sprint, sitzend      | 3:09,75                        |         | 15               |
| Anja Wicker                                       | Langlauf: 5 km, sitzend             | 17:39,0                        |         | 9                |
| Vivian Hösch Norman Schlee (Guide)                | Biathlon: 6 km, sehbehindert        | 21:34,2                        | 0+0     | 5                |
| Vivian Hösch Norman Schlee (Guide)                | Biathlon: 12,5 km, sehbehindert     |                                |         | nicht beendet    |
| Vivian Hösch Norman Schlee (Guide)                | Langlauf: 1 km Sprint, sehbehindert | 5:54,9                         |         | 6                |
| Vivian Hösch Norman Schlee (Guide)                | Langlauf: 5 km, sehbehindert        | 14:57,3                        |         | 6                |
| Männer                                            |                                     |                                |         |                  |
| Wilhelm Brem Florian Grimm (Guide)                | Biathlon: 7,5 km, sehbehindert      | 22:12,3                        | 0+1     | 7                |
| Wilhelm Brem Florian Grimm (Guide)                | Biathlon: 12,5 km, sehbehindert     |                                |         | nicht angetreten |
| Wilhelm Brem Florian Grimm (Guide)                | Biathlon: 15 km, sehbehindert       | 42:29,4                        | 1+0+0+2 | 9                |
| Tino Uhlig                                        | Langlauf: 20 km Freistil, stehend:  | 54:10,2                        |         | 5                |
| Tino Uhlig                                        | Langlauf: 10 km klassisch, stehend: | 27:03,6                        |         | 21               |
| Tino Uhlig                                        | Langlauf: 1 km Sprint, stehend:     | 4:28,24                        |         | 24               |
| Martin Fleig                                      | Biathlon: 7,5 km, sitzend:          | 23:20,0                        | 0+1     | 9                |
| Martin Fleig                                      | Biathlon: 12,5 km, sitzend:         | 38:14,1                        | 0+0+1+0 | 9                |
| Martin Fleig                                      | Biathlon: 15 km, sitzend:           | 46:19,5                        | 0+1+0+0 | 8                |
| Martin Fleig                                      | Langlauf: 10 km, sitzend:           | 32:34,6                        |         | 8                |
| Martin Fleig                                      | Langlauf: 1 km Sprint, sitzend:     | 2:38,9                         |         | 12               |
| Staffel                                           |                                     |                                |         |                  |
| Tino Uhlig Wilhelm Brem Andrea Eskau Wilhelm Brem | 4 × 2,5-km-Staffel:                 | 7:09,6 13:38,1 21:43,6 28:22,8 |         | 1 4 5            |